# Тиссеран, Эжен
Эжен-Габриэль-Жерве-Лоран Тиссеран (фр. Eugène-Gabriel-Gervais-Laurent Tisserant; 24 марта 1884, Нанси, Франция — 21 февраля 1972, Альбано-Лациале, Италия) — французский и итальянский куриальный кардинал. Секретарь Священной конгрегации по делам Восточной церкви с 19 июня 1936 по 11 ноября 1959. Титулярный архиепископ Иконио с 25 июня 1937 по 15 июня 1936. Председатель Папской Библейской Комиссии с 11 июля 1938 по 27 марта 1971. Вице-декан Священной Коллегии кардиналов с 21 февраля 1948 по 13 января 1951. Декан Священной Коллегии Кардиналов с 13 января 1951 по 21 февраля 1972. Префект Священной Конгрегации Церемониала с 10 марта 1951 по 15 августа 1967. Архивариус и Библиотекарь Римской Церкви с 14 сентября 1957 по 27 марта 1971. Великий магистр Ордена Святого Гроба Господня 19 августа 1960 по 21 февраля 1971. Кардинал-дьякон с 15 июня 1936, с титулярной диаконией Санти-Вито-Модесто-э-Крешенция с 18 июня 1936 по 13 декабря 1937. Кардинал-священник с титулом церкви pro hac vice Санти-Вито-Модесто-э-Крешенция с 13 декабря 1937 по 11 декабря 1939. Кардинал-священник с титулом церкви Санта-Мария-сопра-Минерва с 11 декабря 1939 по 18 февраля 1946. Кардинал-епископ Порто и Санта Руфина с 18 февраля 1946. Кардинал-епископ Остии с 13 января 1951.

## Ранняя жизнь и образование
Родился Эжен Тиссеран 24 марта 1884 года, в Нанси, в семье ветеринаров. Сын Ипполита Тиссерана и Октаве Коннар. При крещении получил имя Эжен-Габриэль-Жерве-Лоран.
Окончил колледж святого Леопольда и колледж святого Сигисберта. Получил степени бакалавра по литературе и математике.
В октябре 1900 года поступил в Высшую духовную семинарию Нанси. Для своих богословских исследований изучал иврит, сирийский и ассирийский языки. Специализировался на изучении Ветхого завета.
В течение года стажировался в Библейской школе в Иерусалиме.
В октябре 1905 года, после отделения Церкви от государства, призван на военную службу в 156-й пехотный полк в городе Туль.
После военной службы, продолжает своё обучение в Католическом институте Парижа. В течение двух лет изучал иврит, сирийский, арабский, эфиопский и ассирийский языки. Обучался на курсах арабского языка в Школе Восточных языков, на курсах восточной археологии и палеографии, греческого, ассирийского и арабского языков в Сорбонне и изучал греческую керамику и египетский язык в Школе Лувра. В этот период начинает публиковать свои научные работы, в том числе и переводы с восточных языков.

## Священник и профессор
4 августа 1907 года рукоположён в священники епископом Нанси Шарлем-Франсуа Турина. В том же году приглашается на работу в Рим и становится профессором Университета Св. Аполлинера (1908—1913 годы) и хранителем Ватиканской библиотеки, где занимался восточными манускриптами. Работал над составлением каталогов рукописей.
В 1909 году в Монте-Кассино, он расшифровывает палимпсест старейшего из известных требников. В 1910 году он расшифровывает много рукописей хранившихся в Британском музее. В 1911 и 1912 годах он осуществил две долгие миссии на Ближний Восток. На лошадях и верблюдах, он совершает путешествия в Египет, Палестину и Месопотамию.
В 1914 году становится членом Библейской комиссии.
Во время Первой мировой войны призван на действительную военную службу во Французскую армию. Начал службу капралом в 26-м пехотном полку. Он б В ночь с 4 на 5 сентября 1914 года был ранен в боях в районе Нанси. После выздоровления направлен на работу в Генеральный штаб, работал в отделе Африки Министерства обороны Франции. Участвовал в формировании Восточного легиона из армянских добровольцев со всего мира. В 1917 году направлен в экспедиционные силы в Палестине. Будучи уже лейтенантом, отвечал за поставки продовольствия и боеприпасов, медикаменты и транспорт. При осаде Иерусалима, командовал передовым отрядом Спаги.
После войны возвращается в Ватиканскую библиотеку. В 1919-1930 годах работал помощником библиотекаря. Продолжает заниматься исследованиями. написал труды о ранним христианстве в Египте и Эфиопии. В 1930 году он опубликовал в «Словаре католической теологии» статью о несторианской церкви.

## Ватиканский прелат и куриалист
С 12 мая 1921 года — тайный камергер Его Святейшества. С 12 января 1929 года — прелат Его Святейшества. С 13 января 1930 года — про-префект Ватиканской библиотеки. С 13 января 1936 года — апостольский протонотарий.

## Кардинал
15 июня 1936 года возведён в сан кардинала. С 15 июня 1936 года по 13 декабря 1937 года — кардинал-дьякон с титулярной диаконией Санти-Вито-Модесто-э-Крешенция.
С 19 июня 1936 года по 11 ноября 1959 года — Секретарь Священной конгрегации по делам Восточной церкви.
25 июня 1937 года назначен Титулярным архиепископом Иконио. 25 июля 1937 года рукоположён в архиепископы кардиналом Эудженио Пачелли — государственным секретарём Святого Престола, которому сослужили и помогали титулярный архиепископ Никомидии Джузеппе Мигоне — тайный раздатчик милостыни Его Святейшества и епископ Страсбурга Шарль-Жозеф-Эжен Руха.
С 13 декабря 1937 года по 11 декабря 1939 года — кардинал-священник с титулом церкви pro hac vice Санти-Вито-Модесто-э-Крешенция.
В 1938 году он был избран в Академию надписей и литературы.
Участвовал в конклаве 1939 года, который избрал Папу Пия XII.
С 11 декабря 1939 года по 18 февраля 1946 года — кардинал-священник с титулом церкви Санта-Мария-сопра-Минерва. С 18 февраля 1946 года — кардинал-епископ Порто и Санта Руфина. С 21 февраля 1948 года — вице-декан Священной Коллегии Кардиналов. С 6 июня 1949 года — папский легат на Национальном евхаристическом конгрессе в Нанси. С 13 января 1951 года — кардинал-епископ Остии и декан Священной Коллегии Кардиналов. С 10 марта 1951 года по 15 августа 1967 года — Префект Священной Конгрегации Церемониала. С 14 сентября 1957 года по 27 марта 1971 года — архивариус и библиотекарь Римской Церкви.
Участвовал в конклаве 1958 года, который избрал Папу Иоанна XXIII. С 19 августа 1960 года — Гроссмейстер Ордена Святого Гроба Господня.
15 июня 1961 года избран членом Французской академии и официально вступил в права с 23 июня 1962 года.
В 1962—1965 годах принимал участие в работе Второго Ватиканского собора. Участвовал в конклаве 1963 года, который избрал Папу Павла VI. С 1 января 1971 года потерял право участия в конклавах (по возрасту).
Скончался 21 февраля 1972 года, от сердечного приступа, в Альбано Лацьале. Похоронен в кафедральном соборе Порто и Санта Руфина.

## Русский апостолат
Владел в том числе русским языком. Активно участвовал в проектах, направленных на Русский апостолат, на Россию и СССР, на межхристианское сближение, координировал помощь русским Ди Пи. В 1949 году направился в Бразилию для помощи получения въездных виз русским, эвакуированным из Шанхая отцом Георгием Рошко, следил за миссией этого же священника в Парагвае, в 1951 году — в Нью-Йорке.
В 1945 году поддержал инициативу Ирины Посновой по созданию Бельгийского комитета религиозной документации о Востоке и издательства Жизнь с Богом, а также радиопередачи Мир и свет жизни. Посещал центр Восточно-христианский очаг в Брюсселе. Финансировал эти проекты из фондов Восточной конгрегации и находил частных благотворителей.
В 1955 году посетил Моcкву, где встречался с патриархом РПЦ МП Алексием I (Симанским) и Председателем ОВЦС митрополитом Николаем (Ярушевичем).
В 1956 году поручил Георгию Рошко в должности Апостольского визитатора изучить и координировать ситуацию с Русским католическим движением в диаспоре, с 1957 года привлек его к работе в организации Католическая помощь, направленной на улучшение положения иностранцев и беженцев.
18 сентября 1962 года в Меце встречался с находившимся там на отдыхе Председателем ОВЦС митрополитом Никодимом (Ротовым), обсуждая возможность приезда наблюдателей от РПЦ МП на Второй Ватиканский собор.
Кончина кардинала была отмечена публикацией Некролога в ЖМП.

## Награды
- Кавалер Большого креста ордена Почётного легиона (Франция, 1957 год)
- Кавалер Большого креста ордена «За заслуги перед Итальянской Республикой» (Италия, 18 июня 1961 года)[11]
- Военный Крест 1914—1918 с пальмовой ветвью (Франция)
- Орден РПЦ святого равноапостольного великого князя Владимира I степени (вручён 10 октября 1969 года)[12]